# Den röda anteckningsboken
Den röda anteckningsboken är en novellsamling av Paul Auster. Samlingen innehåller fyra berättelser:
- The Red Notebook, skriven 1992
- Why Write?, 1995
- Accident Report, 1999
- It Don't Mean a Thing, 2000

Enligt författaren är berättelserna sanna. De är alla hämtade från Paul Austers anmärkningsvärda liv eller från hans vänners och bekantas liv och de talar alla om denna magiska kraft vi kallar slumpen. Auster berättar om de mest häpnadsväckande saker, saker vi är vana att läsa om i hans romaner, vilket väcker frågan om han verkligen talar sanning. De väcker ju tanken att vi alla och allting på något mystiskt sätt hör ihop.
Auster berättar bland annat om hur en felringning inspirerade honom till att skriva Stad av glas, om hur han träffar sin barndomshjälte, baseballspelaren Willie Mays, men inte har någon penna så han kunde få hans autograf samt om hur han vid samtliga fyra tillfällen i sitt liv då han fick punktering hade samma passagerare med sig i bilen.